# Каменский сельский совет (Середино-Будский район)
Каменский сельский совет (укр. Кам'янська сільська рада) — входит в состав
Середино-Будского района
Сумской области
Украины.
Административный центр сельского совета находится в 
с. Каменка
.

## Населённые пункты совета
- с. Каменка

## Ликвидированные населённые пункты совета
- с. Высокосов
- с. Каминское
- с. Курган
- с. Лужки
- с. Пилипы